# Crkva sv. Aleksandra Nevskog u Pružanima
Crkva sv. Aleksandra Nevskog je pravoslavna župna crkva u Pružanima u Bjelorusiji. Pripada eparhiji Brest i Kobrin Bjeloruske pravoslavne Crkve. 
Gradnja crkve je započela 1857. godine, a završena 1880. To je ciglena trobrodna crkva u neoklasičnom stilu. Preko predvorja je nadgrađen zvonik s dva kata (donji četverostrani i gornji osmerokutni) i s krovastom kupolom. Posvećena je Aleksandru Nevskom, velikom ruskom knezu i svecu.
Središnji dio (lađa) je pravokutnoga oblika. Prezbiterij ima oblik kruga, a na vrhu veliku kupolu. Vanjski zidovi ukrašeni su pilastrima, vijencima i nišama. Iznad vrata (i glavna i bočna) su trokutasti zabati.